# خودکشی (مانه)
خودکشی (به فرانسوی: Le Suicidé) یک نقاشی رنگ روغن اثر ادوارد مانه است. کامل‌کردن این نقاشی از سال ۱۸۷۷ تا ۱۸۸۱ طول کشید.
محتوای تصویری این نقاشی دربردارنده مردی است که به‌نظر می‌رسد به‌تازگی به خودش شلیک کرده - درحالی که روی تخت افتاده هنوز اسلحه را در دست دارد - و چند اثاثیهٔ اتاق. مانت جزئیات نگاره‌های سنتی خودکشی را برداشته و در کنار محتوای ناداستانی یا گرایش اخلاقی قرار داده است. اولریک ایلگ نقاشی را با واقع‌گرایی گوستاو کوربه مرتبط می‌داند، و اشاره می‌کند که کوربه نیز مرگ را در اثر تدفین در اورنان خود به‌تصویر کشیده است، اثری که بعدها کوربه بعنوان آغاز رویکرد جدید هنری خود توصیف کرد.
واقع‌گرایی نقاشی خودکشی این گمانه‌زنی را دامن زده است که این نقاشی صحنه یک خودکشی واقعی را به‌تصویر می‌کشد. این گمانه‌زنی‌ها مربوط به دستیار مانت است که بیش از یک دهه زودتر در استودیوی مانت خودکشی کرد. خودکشی دیگری که گمان می‌رود با این نقاشی پیوند دارد، خودکشی هنرمندی است که امیل زولا در سال ۱۸۶۶ دربارهٔ او نوشت. منتقدان اخیراً این پیوند این خودکشی‌ها با نقاشی را نامعتبر می‌دانند.
رویکرد مانت در تصویرگری این نقاشی می‌تواند نشاندهنده تمایل مداوم او برای جدا شدن از سنت آکادمیک باشد، که در آن تصویر خودکشی تنها می‌تواند در سبک نقاشی تاریخی جای گیرد، هرجا که مرگ و خودکشی در یک داستان همراه با فداکاری، آرمان‌گرایی یا قهرمانی قرار می‌گیرد. نمونه‌ای از اینگونه داستان‌ها به زبان فرانسوی مرگ سقراط (۱۷۸۷) اثر ژاک لویی داوید است، که ترجیح سقراط را به خودکشی با شوکران زهرآلود به جای رفتن به تبعید نشان می‌دهد. این نقاشی به‌جای اینکه با دقت و زیبایی طراحی شود، کاملاً ساده کشیده شده است.